# 袁麒钧
袁麒钧（英语：Gigene Wong，1966年—）是新加坡商界高管及反对党政治人物。她曾在中国从事企业财务管理工作超过二十年，期间担任过海湾石油中国公司首席执行官，以及佛山电器照明股份有限公司首席财务官。 因为出身贫寒，她自称为“30新元上市公司财务总监”。 2020年大选前，袁麒钧作为新加坡前进党（PSP）其中一名候选人被介绍出场。她在新设立的豐加北單選區参选，并获得了39.01%的选票。 2025年，袁麒钧加入了新加坡民主党（SDP），并被宣布为马西岭—油池集选区的大选候选人。

## 早年生活与教育
袁麒钧出生于1966年前后，家中有五个兄弟姐妹，父母在她年幼时便分居。 青少年时期，她曾打三份兼职工作——包括在工厂打工、补习教学和做小贩，以维持自己及家庭的生计。 17岁时，她攒下了80新元，原本打算报名电脑课程，但由于学费高达300新元而作罢。随后她发现一门只需30新元的会计课程，并最终报名学习，后来将此视为自己事业起步的关键。

## 商业生涯
袁麒钧曾在中国从事企业财务管理工作超过20年。据新加坡媒体报道，她曾在位于山东烟台的海湾石油中国公司担任首席执行官，以及在深交所上市公司佛山电器照明股份有限公司担任首席财务官。 返回新加坡后，她加入了惠生海洋工程公司（Wison Offshore & Marine），担任人力资源专员。

## 政治生涯
2020年中，新成立的前进党公布了六位大选候选人名单，其中包括袁麒钧。 她在宏茂桥北单选区代表前进党出战，与人民行动党（PAP）时任议员许连碹博士对决。在该次选举中，她获得了39.01%的选票（许连碹得票率为60.99%），未能当选。 选后，袁麒钧离开前进党，后来加入了新加坡民主党。2025年4月，民主党秘书长徐顺全宣布，袁麒钧将代表民主党出战马西岭—油池集选区。

## 奖项与认可
媒体报道常强调袁麒钧的奋斗历程及自我描述。例如，她称自己为“30新元上市公司财务总监”，象征着她因一门30元的会计课程而开启了事业之路。 她的经历和绰号在她踏入政坛时也曾引起新加坡媒体关注。

## 个人生活
袁麒钧热衷于捐血。在访谈中，她提到每次回国时都会捐血，并指出一次捐血可以拯救三条生命。